# Monestir de Razboixte
El monestir de Razboixte (en búlgar, Разбоищки Манастир) és un monestir de l'església ortodoxa búlgara situat a les gorges del riu Nishava, a la província de Sofia, a l'oest de Bulgària, molt a prop de l'aldea de Razboixte, a 10 km a l'oest de la ciutat de Godech. El temple està dedicat a la Presentació de la Verge Maria. Està construit en estil tradicional búlgar i en el seu interior hi ha moltes icones i frescos.
S’hi pot accedir per carretera des de les poblacions de Dragoman o Godech. No obstant això, els edificis del monestir només són accessibles per un camí de terra, practicable únicament quan el terreny està sec, des de Kalotina i el poble de Cheparlintsi. La majoria de visitants opten per fer a peu l’últim tram, aproximadament un quilòmetre, des del poble de Razboixte.

## Història
Les primeres referències documentals relatives al monestir de Razboixte es remunten al segle IV dC. Durant l’edat mitjana, les coves excavades a la roca de l'entorn eren habitades per monjos eremites, i segons la tradició, sant Sava hi trobà refugi durant el seu pelegrinatge a Jerusalem, on hi romangué quaranta dies durant la Gran Quaresma.
El monestir, com a tal, fou establert al segle XVIII. S’edificà una petita església d’una sola nau incrustada a la roca, just per damunt del riu Nišava. El refectori fou construït l’any 1861.
Segons fonts històriques, els edificis foren incendiats fins a tres vegades per les forces otomanes. El revolucionari búlgar Vasil Levski  i altres revolucionaris búlgars hi trobaren refugi en diverses ocasions.

## Actualitat

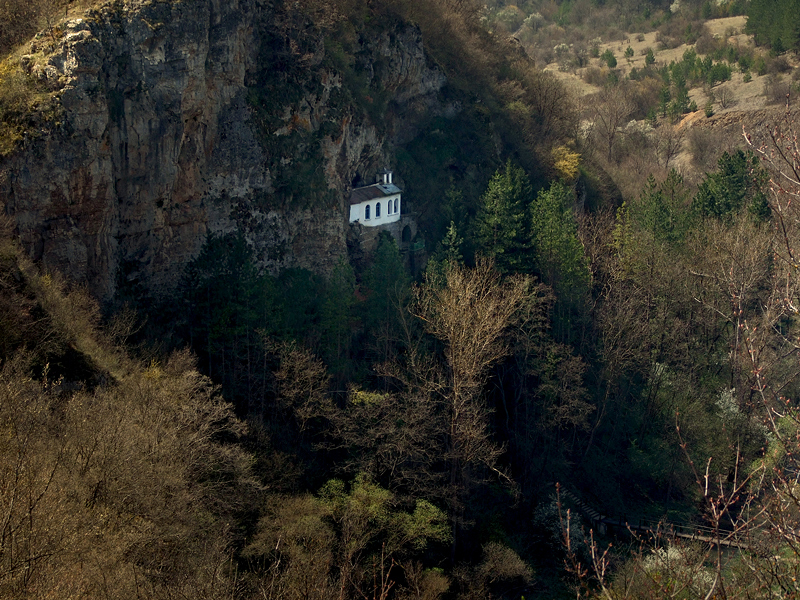
Entorn del Monestir

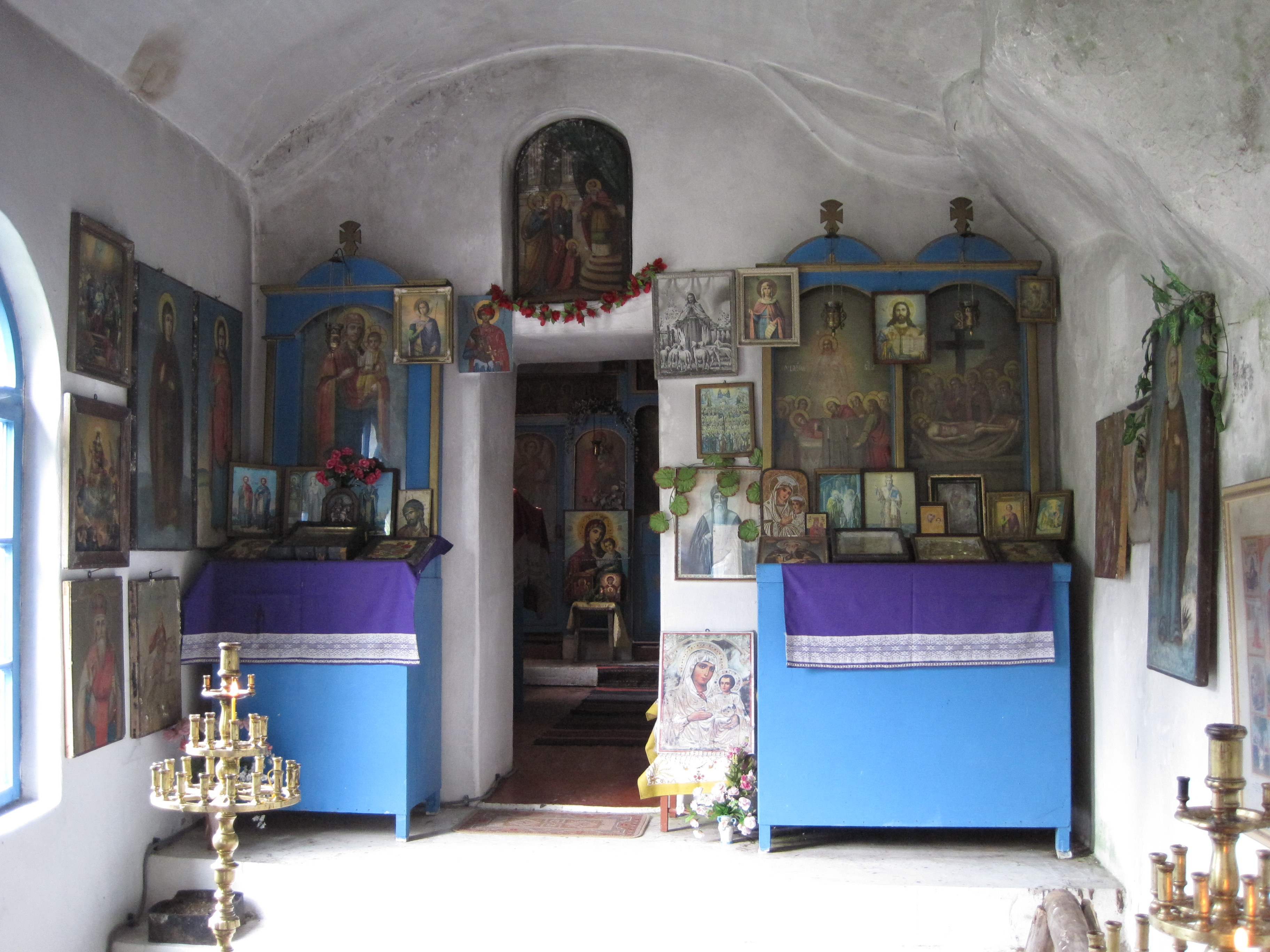
Iconòstasi del monestir

A començaments del segle xx, el monestir quedà abandonat fins l’any 1947, quan tres monges s’hi establiren. Trobaren els edificis en ruïnes i les valuoses pintures murals de l'antiga església gairebé destruïdes. Amb el suport de la població local, les religioses aconseguiren restaurar el recinte monàstic i reconstruir el temple. L’iconòstasi actual data de 1950, però es conserven fragments de l’original dins el monestir. A la façana oest de l’església primigènia encara es conserven alguns frescos antics.